# Spiroctenus cambierae
Spiroctenus cambierae is een spinnensoort in de taxonomische indeling van de bruine klapdeurspinnen (Nemesiidae).
Spiroctenus cambierae werd in 1902 beschreven door Purcell.